# Glycolate oxydase
Pour les articles homonymes, voir GOX.
La glycolate oxydase (GOX), ou (S)-2-hydroxy-acide oxydase, est une oxydoréductase qui catalyse la réaction :
glycolate + O2  {\displaystyle \rightleftharpoons }  glyoxylate + H2O2.
Cette enzyme intervient notamment au sein des peroxysomes dans la photorespiration.